# 洛斯蘭恩
洛斯蘭恩（Lothlann）是托爾金（J. R. R. Tolkien）奇幻小說中土大陸的平原。洛斯蘭恩位於貝爾蘭（Beleriand）東北，在梅斯羅斯防線（March of Maedhros）及梅格洛爾低谷（Maglor's Gap）以後，在第一紀元末陸沉。

## 外部連結
- 阿爾達百科 （页面存档备份，存于）